# Tmesisternus
Genre
Tmesisternus est un genre de coléoptères de la famille des Cerambycidae (capricornes), sous-famille des Lamiinae,.

## Espèces

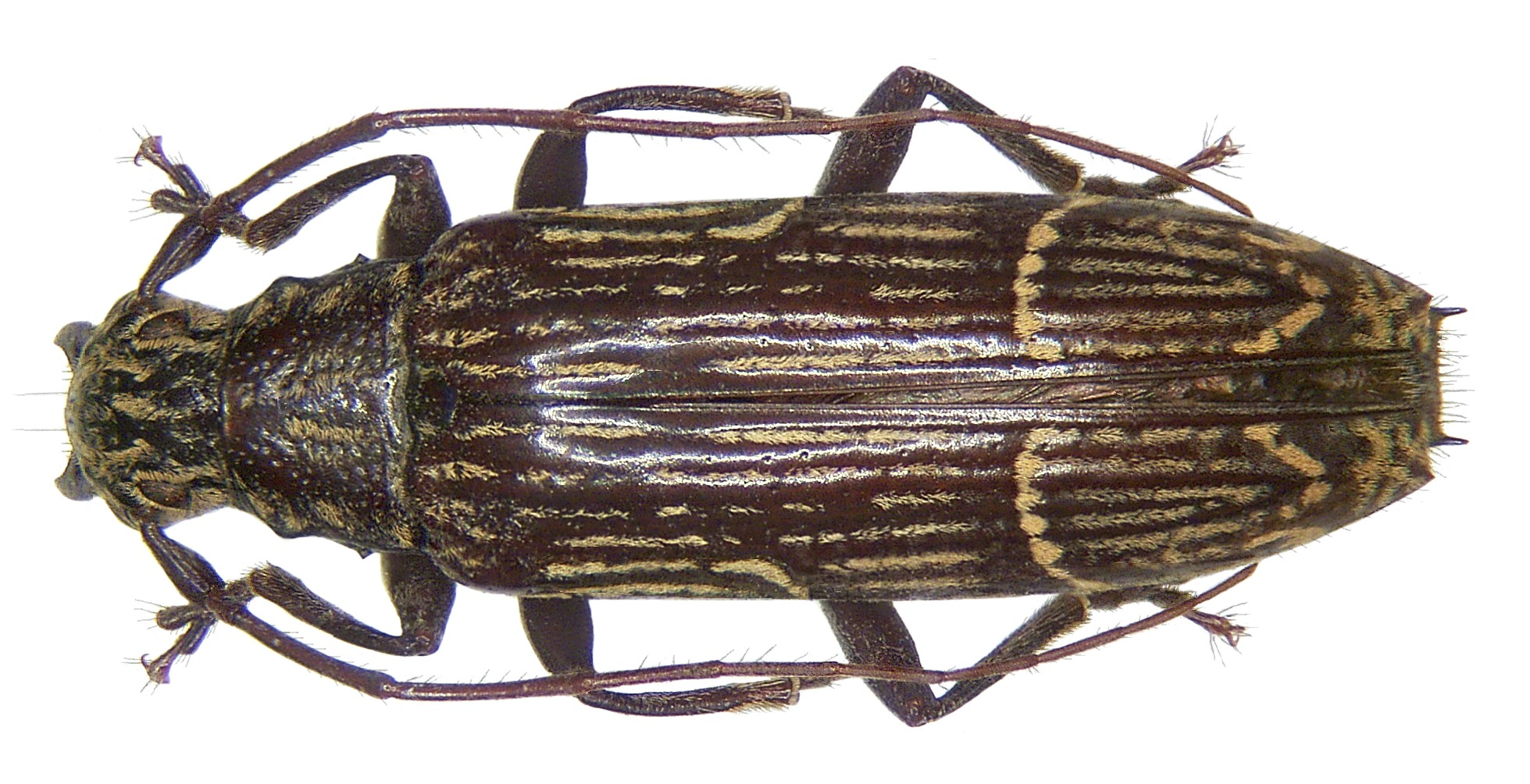
Tmesisternus luteostriatus.

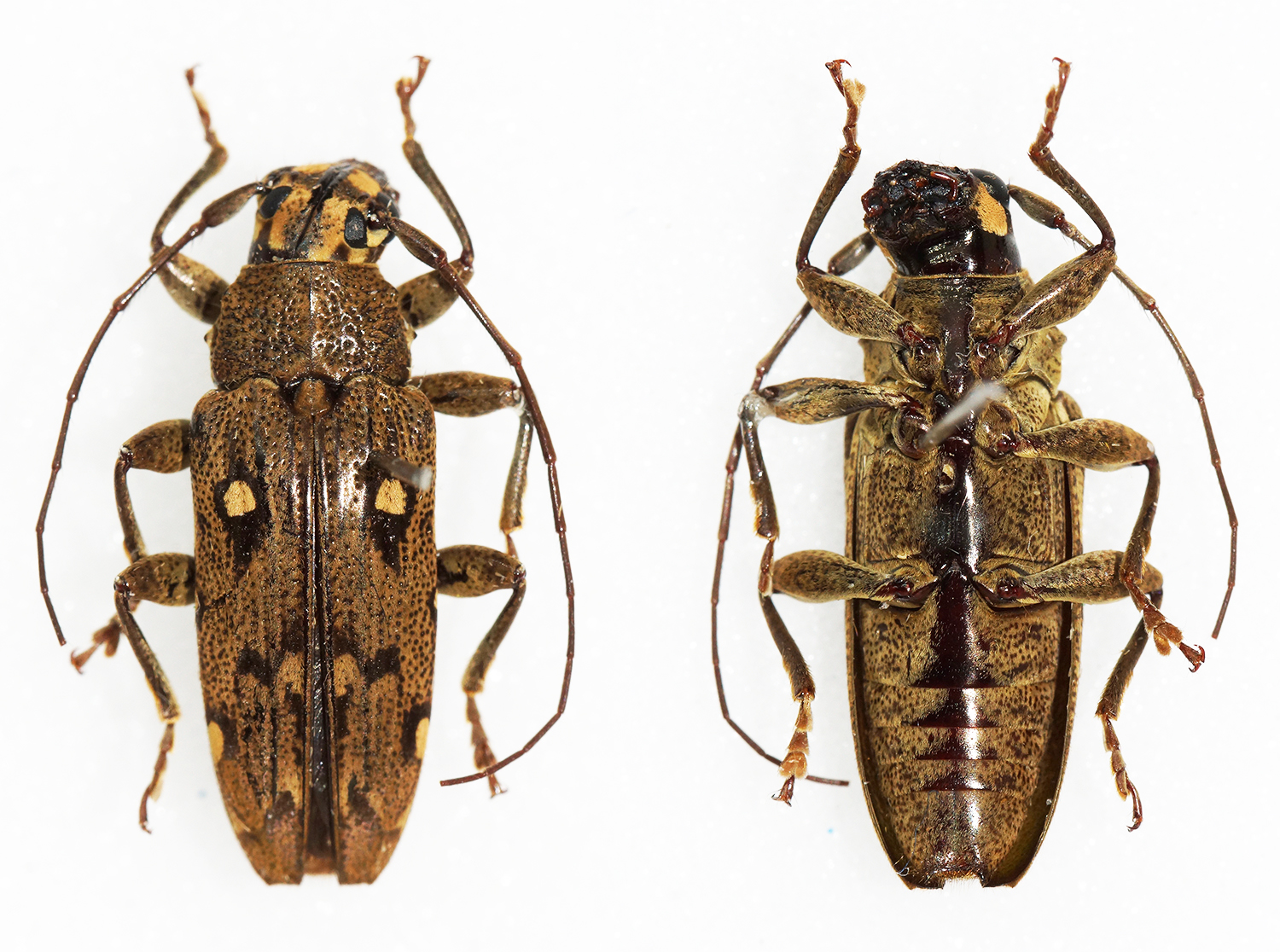
Tmesisternus sexmaculatus.

- Tmesisternus adspersarius
- Tmesisternus adspersus
- Tmesisternus aeneofasciatus
- Tmesisternus affinis
- Tmesisternus agriloides
- Tmesisternus albertisi
- Tmesisternus albovittatus
- Tmesisternus andaii
- Tmesisternus andreas
- Tmesisternus angae
- Tmesisternus anomalus
- Tmesisternus apicalis
- Tmesisternus arabukae
- Tmesisternus arfakianus
- Tmesisternus asaroanus
- Tmesisternus assimilis
- Tmesisternus atrofasciatus
- Tmesisternus attenuatus
- Tmesisternus aubrooki
- Tmesisternus avarus
- Tmesisternus batchianensis
- Tmesisternus beehleri
- Tmesisternus benjamini
- Tmesisternus bezarki
- Tmesisternus biarciferus
- Tmesisternus bifoveatus
- Tmesisternus bifuscomaculatus
- Tmesisternus bilaterimaculatus
- Tmesisternus bioculatus
- Tmesisternus bolanicus
- Tmesisternus bosavi
- Tmesisternus bosaviensis
- Tmesisternus brandti
- Tmesisternus brassi
- Tmesisternus breuningi
- Tmesisternus brevespinosus
- Tmesisternus bruijnii
- Tmesisternus canofasciatus
- Tmesisternus cinnamomeus
- Tmesisternus conicicollis
- Tmesisternus convexus
- Tmesisternus costatus
- Tmesisternus costiceps
- Tmesisternus costipennis
- Tmesisternus costulatus
- Tmesisternus cuneatus
- Tmesisternus cupreosignatus
- Tmesisternus curvatolineatus
- Tmesisternus demissus
- Tmesisternus densepunctatus
- Tmesisternus denticollis
- Tmesisternus discomaculatus
- Tmesisternus dissimilis
- Tmesisternus distinctus
- Tmesisternus divisus
- Tmesisternus dohertyi
- Tmesisternus dubius
- Tmesisternus elateroides
- Tmesisternus elegans
- Tmesisternus elvirae
- Tmesisternus excellens
- Tmesisternus fergussoni
- Tmesisternus finisterrae
- Tmesisternus flavolineatipennis
- Tmesisternus flavolineatus
- Tmesisternus flavovittatus
- Tmesisternus florensis
- Tmesisternus flyensis
- Tmesisternus froggatti
- Tmesisternus fulgens
- Tmesisternus fumatus
- Tmesisternus fuscosignatus
- Tmesisternus gabrieli
- Tmesisternus geelvinkianus
- Tmesisternus geniculatus
- Tmesisternus giluwe
- Tmesisternus goilalae
- Tmesisternus gracilis
- Tmesisternus gressitti
- Tmesisternus griseovittatus
- Tmesisternus griseus
- Tmesisternus habbemanus
- Tmesisternus helleri
- Tmesisternus herbaceus
- Tmesisternus heurni
- Tmesisternus hieroglyphicus
- Tmesisternus hoyoisi
- Tmesisternus humeralis
- Tmesisternus imitans
- Tmesisternus immitis
- Tmesisternus indistinctelineatus
- Tmesisternus insularis
- Tmesisternus intricatus
- Tmesisternus irregularis
- Tmesisternus isabellae
- Tmesisternus japeni
- Tmesisternus jaspideus
- Tmesisternus joliveti
- Tmesisternus kaindi
- Tmesisternus kapauku
- Tmesisternus karimui
- Tmesisternus keitocali
- Tmesisternus lacustris
- Tmesisternus laensis
- Tmesisternus laevis
- Tmesisternus lamingtonus
- Tmesisternus lansbergei
- Tmesisternus lateralis
- Tmesisternus laterimaculatus
- Tmesisternus latifascia
- Tmesisternus latithorax
- Tmesisternus lepidus
- Tmesisternus lictorius
- Tmesisternus lineatus
- Tmesisternus lucens
- Tmesisternus ludificator
- Tmesisternus lugubris

- Tmesisternus luteostriatus
- Tmesisternus maai
- Tmesisternus mamberamo
- Tmesisternus margaretae
- Tmesisternus marginalis
- Tmesisternus marmoratus
- Tmesisternus mehli
- Tmesisternus meridionalis
- Tmesisternus metalliceps
- Tmesisternus mimethes
- Tmesisternus modestus
- Tmesisternus montanus
- Tmesisternus monteithi
- Tmesisternus mucronatus
- Tmesisternus multiplicatus
- Tmesisternus nabirensis
- Tmesisternus nami
- Tmesisternus niger
- Tmesisternus nigrofasciatus
- Tmesisternus nigrotriangularis
- Tmesisternus nitidus
- Tmesisternus obiana
- Tmesisternus obliquefasciatus
- Tmesisternus obliquelineatus
- Tmesisternus obliquevittatus
- Tmesisternus oblongus
- Tmesisternus obsoletus
- Tmesisternus obtusatus
- Tmesisternus ochraceosignatus
- Tmesisternus ochreomaculatus
- Tmesisternus ochrostictus
- Tmesisternus octopunctatus
- Tmesisternus olthofi
- Tmesisternus opalescens
- Tmesisternus paniae
- Tmesisternus papuanus
- Tmesisternus parasulcatus
- Tmesisternus parobiensis
- Tmesisternus pauli
- Tmesisternus persimilis
- Tmesisternus phaleratus
- Tmesisternus planicollis
- Tmesisternus pleuristictus
- Tmesisternus politus
- Tmesisternus popondettae
- Tmesisternus postfasciatus
- Tmesisternus postflavescens
- Tmesisternus postglaber
- Tmesisternus prasinatus
- Tmesisternus pseudintricatus
- Tmesisternus pseudirregularis
- Tmesisternus pseudohieroglyphicus
- Tmesisternus pseudomonticola
- Tmesisternus pseudosuperans
- Tmesisternus pseudotesselatus
- Tmesisternus pseudoviridescens
- Tmesisternus pteridophytae
- Tmesisternus pullus
- Tmesisternus pulvereoides
- Tmesisternus pulvereus
- Tmesisternus quadrimaculatus
- Tmesisternus quadriplagiatus
- Tmesisternus quadripunctatus
- Tmesisternus quadripustulatus
- Tmesisternus reductus
- Tmesisternus renii
- Tmesisternus replicatus
- Tmesisternus riedeli
- Tmesisternus rossi
- Tmesisternus rotundipennis
- Tmesisternus ruficornis
- Tmesisternus rufipes
- Tmesisternus rufotriangularis
- Tmesisternus salomonus
- Tmesisternus samuelsoni
- Tmesisternus schaumii
- Tmesisternus schraderi
- Tmesisternus sedlaceki
- Tmesisternus semivittatus
- Tmesisternus separatus
- Tmesisternus sepicanus
- Tmesisternus septempunctatus
- Tmesisternus seriemaculatus

- Tmesisternus sexmaculatus
- Tmesisternus soembanus
- Tmesisternus speciosus
- Tmesisternus stellae
- Tmesisternus strigosus
- Tmesisternus subadspersus
- Tmesisternus subalpinus
- Tmesisternus subaureus
- Tmesisternus subbilineatus
- Tmesisternus subchlorus
- Tmesisternus subsimilis
- Tmesisternus subtriangularis
- Tmesisternus subuniformis
- Tmesisternus subvenatus
- Tmesisternus subvinculatus
- Tmesisternus sulcatellus
- Tmesisternus sulcatus
- Tmesisternus superans
- Tmesisternus sylvanicus
- Tmesisternus szentivanyi
- Tmesisternus teragrammus
- Tmesisternus tersus
- Tmesisternus tesselatus
- Tmesisternus timorlautensis
- Tmesisternus tolai
- Tmesisternus torridus
- Tmesisternus toxopei
- Tmesisternus transversatus
- Tmesisternus transversefasciatus
- Tmesisternus transversevittatus
- Tmesisternus transversus
- Tmesisternus trapezicollis
- Tmesisternus triangularis
- Tmesisternus trilineatus
- Tmesisternus trivittatus
- Tmesisternus unipunctatus
- Tmesisternus vagefasciatus
- Tmesisternus vagejaspideus
- Tmesisternus vagus
- Tmesisternus wallacei
- Tmesisternus variegatus
- Tmesisternus wauensis
- Tmesisternus venatus
- Tmesisternus wiedenfeldi
- Tmesisternus villaris
- Tmesisternus vinculatus
- Tmesisternus virens
- Tmesisternus viridescens
- Tmesisternus viridipennis
- Tmesisternus viridis
- Tmesisternus ziczac